# Hernâni Borges
Hernâni José Oliveira Santos Borges (sinh ngày 27 tháng 8 năm 1981 ở Maia, Bồ Đào Nha), hay đơn giản Hernâni, là một cầu thủ bóng đá người Cabo Verde thi đấu cho U.D. Leiria ở vị trí tiền đạo.